# Movimento Viridiano
O Movimento Viridiano (do latim Viridiano significa verde) é um movimento criado no ano de 1998 pelo escritor estadunidense de ficção científica Bruce Sterling. O movimento prega a valorização da habilidade dos objetos que as pessoas usam durante mais tempo, como o sapato, a cadeira de escritório, a cama.
O Movimento Viridiano foi produzido por um grupo de ecologistas americanos, sob o lema pouco e bom. Os objetos mais valorizados está o colchão, essencial ao bem-estar do ser humano, já que as pessoas passam pelo menos oito horas diárias dormindo, ou um terço da vida sobre ele. De acordo com o movimento, são nestes objetos que são mais importantes que os seres humanos devem investir mais e sondar por aqueles de melhor qualidade.